# Adema (álbum)
Adema es el álbum debut homónimo de la banda estadounidense de nu metal, Adema, lanzado el 21 de agosto de 2001 por el sello Arista Records y alcanzó el puesto 27 del Billboard 200. El álbum recibió la certificación de oro de la Recording Industry Association of America (RIAA) el 6 de marzo de 2002 por vender más de 500.000 copias en Estados Unidos y, desde entonces ha vendido más de un millón de copias en todo el mundo.

## Lista de canciones
| Adema |                                                     |                                   |          |  |
| N.º   | Título                                              | Escritor(es)                      | Duración |  |
| 1.    | «Everyone (Todos)»                                  |                                   | 3:31     |  |
| 2.    | «Blow It Away (Hazlo volar)»                        |                                   | 3:03     |  |
| 3.    | «Giving In (Cediendo)»                              |                                   | 4:35     |  |
| 4.    | «Freaking Out (Enloqueciendo)»                      | Adema, Bill Appleberry            | 3:36     |  |
| 5.    | «The Way You Like It (Como a ti te gusta)»          |                                   | 3:39     |  |
| 6.    | «Close Friends (Amigos cercanos)»                   |                                   | 3:26     |  |
| 7.    | «Do What You Want to Do (Haz lo que quieras hacer)» |                                   | 3:01     |  |
| 8.    | «Skin (Piel)»                                       | Adema, Mike Montano, Eric Jackson | 3:24     |  |
| 9.    | «Pain Inside (Dolor interior)»                      |                                   | 3:30     |  |
| 10.   | «Speculum (Espéculo)»                               |                                   | 3:32     |  |
| 11.   | «Drowning (Ahogo)»                                  |                                   | 3:29     |  |
| 12.   | «Trust (Confianza)»                                 |                                   | 4:21     |  |
| 42:59 |                                                     |                                   |          |  |

| Japanese Bonus Track |             |              |          |  |
| N.º                  | Título      | Escritor(es) | Duración |  |
| 13.                  | «Shattered» |              | 3:09     |  |